# Les Confessions (Rousseau)
Pour les articles homonymes, voir Les Confessions.
Les Confessions de Jean-Jacques Rousseau (1712, 1778) est une autobiographie couvrant les cinquante-trois premières années de la vie de Rousseau.
Les douze livres des Confessions se divisent en deux ensembles distincts, définis par l'auteur : la première partie constituée par les livres I à VI avec le Préambule, rédigée en 1765-1767, couvre les années 1712-1740 (années de formation, de la naissance à Genève à l'installation à Paris à 28 ans) alors que la deuxième partie, constituée par les livres VII à XII  et rédigée en 1769-1770, couvre les années 1741-1765, c'est-à-dire sa vie à Paris dans les milieux artistiques et intellectuels, avec ses réussites (Discours - La Nouvelle Héloïse) et ses déboires, comme les attaques qui suivent la publication de l'Émile, l'obligeant à fuir en Suisse.
L'œuvre aura une publication entièrement posthume : en 1782 pour la première partie et en 1789 pour la deuxième. Rousseau avait cependant déjà fait des lectures publiques de certains extraits. 
Le titre des  a sans doute été choisi en référence aux Confessions de saint Augustin, publiées au IVe siècle. Rousseau accomplit ainsi un acte sans valeur religieuse à proprement parler, mais doté d’une forte connotation symbolique : celle de l’aveu des péchés : la confession. Associant sincérité, humilité et plaidoyer pour lui-même, Rousseau cherche à brosser un portrait positif de lui-même et se présente essentiellement comme une victimeL'œuvre  fonde néanmoins le genre moderne de l'autobiographie et constitue un texte marquant de la littérature française.

## Une autobiographie
Rousseau est alors l'un des tout premiers écrivains à écrire une autobiographie. En effet, Les Confessions débutent ainsi : 
« Je forme une entreprise qui n'eut jamais d'exemple, et dont l'exécution n'aura point d'imitateur. Je veux montrer à mes semblables un homme dans toute la vérité de la nature ; et cet homme, ce sera moi.

Moi seul. Je sens mon cœur, et je connais les hommes. Je ne suis fait comme aucun de ceux que j'ai vus; j'ose croire n'être fait comme aucun de ceux qui existent. Si je ne vaux pas mieux, au moins je suis autre. Si la nature a bien ou mal fait de briser le moule dans lequel elle m'a jeté, c'est ce dont on ne peut juger qu'après m'avoir lu.

Que la trompette du jugement dernier sonne quand elle voudra, je viendrai, ce livre à la main, me présenter devant le souverain juge. Je dirai hautement : « Voilà ce que j'ai fait, ce que j'ai pensé, ce que je fus. J'ai dit le bien et le mal avec la même franchise. Je n'ai rien tu de mauvais, rien ajouté de bon; et s'il m'est arrivé d'employer quelque ornement indifférent, ce n'a jamais été que pour remplir un vide occasionné par mon défaut de mémoire. J'ai pu supposer vrai ce que je savais avoir pu l'être, jamais ce que je savais être faux. Je me suis montré tel que je fus : méprisable et vil quand je l'ai été; bon, généreux, sublime, quand je l'ai été : j'ai dévoilé mon intérieur tel que tu l'as vu toi-même. Être éternel, rassemble autour de moi l'innombrable foule de mes semblables; qu'ils écoutent mes confessions, qu'ils gémissent de mes indignités, qu'ils rougissent de mes misères. Que chacun d'eux découvre à son tour son cœur au pied de ton trône avec la même sincérité, et puis qu'un seul te dise, s'il l'ose : Je fus meilleur que cet homme-là. » »
Cet incipit a été analysé, mot à mot, par Laurent Nunez dans L’énigme des premières phrases (Grasset, 2017).
Rousseau affirme son désir de sincérité : il pourrait dire le bien comme il pourrait dire le mal, il se place sous le regard de Dieu, notamment par l'usage d'un titre en référence à celui utilisé par Saint Augustin. Il invoque la nature humaine, et revendique le droit de ne pas se souvenir, où le dernier argument est illustré par « quelque ornement indifférent ». Seulement, « quelque » est un mot extrêmement vague, « indifférent » n'a pas de prise réelle sur les choses et le mot « ornement » signifie qu'il va placer ses souvenirs sur le plan esthétique. Ainsi Rousseau va faire œuvre littéraire et non pas œuvre de confession : ses dites « confessions » ne le sont d'ailleurs pas, la confession à un membre de l’Église étant confidentielle. Il n'éprouve ni remords, ni repentirs. Il est  dans la justification permanente. Alors que la confession attend un jugement divin, ici Rousseau se juge lui-même. Il n'y a pas de relation de subordination : « je viendrai, ce livre à la main, me présenter devant le souverain juge ». Rousseau fait donc preuve d'un extraordinaire orgueil. Tous les garants de la vérité invoqués s'écroulent d'eux-mêmes. Rousseau ne peut s'empêcher de transformer la réalité : dans la formulation "méprisable et vil" quand je l'ai été, "bon, généreux, sublime" quand je l'ai été nous avons l'impression d'un parallélisme parfait. Mais il y a, sans doute sans le vouloir, un trucage de la vérité : méprisable et vil sont deux adjectifs négatifs — où vil a un sens quasiment sociable : les vilains étaient les gens du peuple. Peut-on reprocher à Rousseau d'être du peuple ? — s'opposent aux trois adjectifs « bon, généreux, sublime » écrits en gradation. Le mot « sublime » étant très important à la fin du XVIIe : c'est celui qui est prêt à passer le seuil de l'au-delà, celui qui est en proie à une élévation extraordinaire. C'est donc dans cette simple formulation que l'on peut voir que Rousseau ne va pas être sincère, il sera même d'une parfaite mauvaise foi « je sens mon cœur, alors que je connais les hommes » : Rousseau se juge grâce à sa sensibilité et non par effort intellectuel.

## Livre I
Dans ce premier tome, Rousseau évoque sa petite enfance. Très vite, il parle de sa passion pour les livres et leurs auteurs : L'Histoire de l’Église et de l'Empire par Jean le Sueur, le Discours de Bossuet sur l'histoire universelle, Les Hommes illustres de Plutarque, L'Histoire de Venise par Nani, les Métamorphoses d'Ovide, la Bruyère, Les Mondes de Fontenelle, ses Dialogues des morts et quelques tomes de Molière.
L'épisode du peigne cassé chez le pasteur Lambercier dont il est injustement accusé, est un traumatisme resté « profondément gravé dans mon âme. » Cette scène des Confessions montre l'importance des émotions d'enfant dans la construction de l'adulte .
Rousseau évoque aussi ses premiers émois sexuels, à l'âge de huit ans, lors d'une punition entrée dans l’histoire littéraire sous le nom de « La fessée de Mlle Lambercier », sœur du pasteur chez qui il est mis en pension à Bossey, aujourd'hui en Haute-Savoie. Cet épisode, relu au prisme de la théorie freudienne, a donné lieu à diverses interprétations, notamment au supposé masochisme de l'auteur, car celui-ci est resté fortement marqué, de son propre aveu, par ce que Paul-Laurent Assoun a qualifié de « scène originaire ».
Philippe Lejeune récuse toutefois toute lecture univoque de cette anecdote, au détriment de la complexité et de la dimension symbolique de cet aveu de Rousseau. Selon lui, le texte est construit comme une mise en scène, à la fois morale, littéraire, autobiographique, qui parle aussi de la découverte du désir d'amour, de la loi, de la perte de l'innocence, du rapport à la mère. Rousseau écrit lui-même à ce sujet : « Je dis qu'on s'imagine tout cela, s'il est possible, car pour moi, je ne me sens pas capable de démêler, de suivre la moindre trace de ce qui se passait alors en moi. ». Philippe Lejeune analyse précisément toute la complexité de ce texte et s'élève contre « le refus de lire » de nombreux commentateurs. Il considère plutôt qu'« attribuer à une fessée reçue dans le jeune âge l'origine de ce goût serait une découverte bien simplette. [...] Il est impossible de lire sur un plan sexologique et physiologique un texte qui ne parle finalement que de rapports symboliques du début à la fin » ; et il ajoute : « Il faut traiter le récit de la fessée comme une sorte de mythe, plutôt que comme un récit anecdotique et matériellement exact. Il est bien évident que ce n'est pas parce qu'il a reçu une fessée à l'âge de huit ans que Jean-Jacques est devenu masochiste. Son cousin, qui a reçu les mêmes fessées, l'est-il devenu ? Une interprétation psychanalytique ne peut pas fonder sur un épisode de cet âge-là, considéré comme “source”, l'analyse du développement de la vie sexuelle et affective. [...] dans quelle mesure s'agit-il d'une fixation définitive dès cet âge-là ?  Ne sont-ce pas plutôt les errements de l'adolescence et la conduite de Mme de Warens qui ont contribué à une régression ? Autant de questions qu'il faut se poser, même s'il est impossible d'y répondre avec certitude : du moins ces questions empêchent-elles de lire le texte comme une anecdote vécue explicable par une causalité simpliste.»

## Livre II
Dans ce livre, Rousseau raconte l'épisode du « vol du ruban ». En 1728, âgé de 16 ans, il est employé par la comtesse de Vercellis dans la ville de Turin. Il vole un vieux ruban rose appartenant à la nièce de Mme de Vercellis. Son petit larcin aisément découvert, il fait retomber la faute sur une jeune cuisinière de la maison. Tous les deux, le jeune Jean-Jacques et la servante sont renvoyés. Cette confession à l'âge adulte, lui permet de se décharger de sa lâcheté et de se délivrer des remords qui l'accablent.

## Livre IV

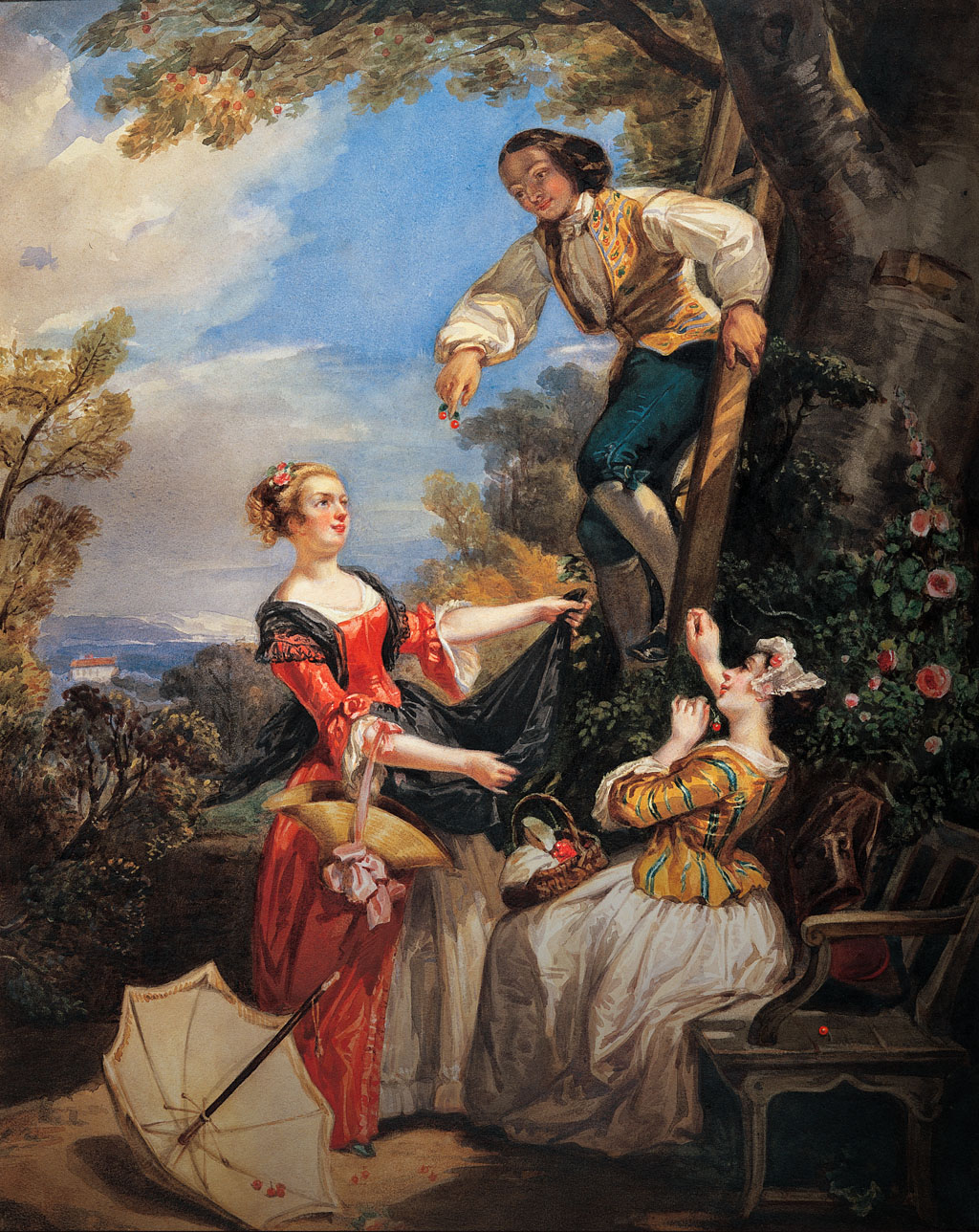
Jean-Jacques Rousseau cueillant des cerises (L'idylle aux cerises (d:, Vikidia), par Camille Roqueplan.

Un passage de ce livre, nommé L'idylle aux cerises (d: ; Vikidia), inspira de nombreux peintres et illustrateurs. Au cours d'une promenade dans les environs d'Annecy, il rencontre deux cavalières, mesdemoiselles de Graffenried et Galley, qu'il aide à traverser une rivière avec leurs chevaux. Celles-ci l'invitent alors au château de mademoiselle Galley à Thônes :
« Après le dîner nous fîmes une économie : au lieu de prendre le café qui nous restait du déjeuner, nous le gardâmes pour le goûter avec de la crème et des gâteaux qu'elles avaient apportés ; et pour tenir notre appétit en haleine, nous allâmes dans le verger achever notre dessert avec des cerises. Je montai sur l'arbre, et je leur en jetais des bouquets dont elles me rendaient les noyaux à travers les branches. Une fois mademoiselle Galley, avançant son tablier et reculant la tête, se présentait si bien et je visai si juste, que je lui fis tomber un bouquet dans le sein ; et de rire. Je me disais en moi-même : Que mes lèvres ne sont-elles des cerises ! comme je les leur jetterais ainsi de bon cœur ! »

## Livre VI
Le livre VI évoque le « court bonheur de sa vie » que fut l'été 1734 qu'il passa aux Charmettes, avec Mme de Warens. En compagnie de celle qu’il surnomme « Maman », il apprend notamment à reconnaître la pervenche, qu'il voit pour la première fois. En racontant le bonheur qu'il éprouve trente ans plus tard en trouvant de la pervenche, il ouvre un paradigme-clé du genre autobiographique, de Chateaubriand à Proust, celui des signes mémoratifs.
Il raconte aussi comment il est devenu subitement dur d'oreille avec des bourdonnements qui dureront toute sa vie, ainsi que de longues insomnies. Il discute aussi la foi naïve de sa « maman », tout en exposant sa position sur la religion.

## Livre IX
Ce livre est entièrement consacré à son séjour à l'Ermitage, petite maison que lui avait aménagée Madame d'Épinay et où il s'installe en 1757. Jean-Jacques y raconte comment, avec ses sens éminemment « combustibles », il est devenu éperdument amoureux de Madame d'Houdetot, cousine de Madame d'Épinay et alors âgée de 27 ans. Ce fut le grand amour de sa vie, mais celle-ci n'a pas cédé à ses avances.

## Remarques
- Lorsque Louise d'Épinay, brouillée avec Rousseau, apprit que celui-ci travaillait aux Confessions, elle craignit que cet ouvrage ne contienne des attaques contre elle. Tel ne fut pas le cas, car Les Confessions n’ont comme sujet que Jean-Jacques Rousseau lui-même, mais elle révisa le manuscrit déjà ancien de son Histoire de Madame de Montbrillant pour y noircir le portrait de Rousseau (appelé « René »), avec l’aide de ses amis Grimm et Diderot. À la suite de cela, son roman a parfois été publié sous le titre — critiqué — de Contre-confessions[12].
- Des œuvres en partie autobiographiques avaient déjà été écrites, comme Historia calamitatum de Pierre Abélard ou encore Les Essais de Montaigne.
- La mère de Rousseau meurt en accouchant de lui : Rousseau sera toute sa vie hanté par la culpabilité du survivant et cette culpabilité est souvent présente dans Les Confessions, bien qu’à un stade sans doute inconscient[13].
- La réponse souvent attribuée à Marie-Antoinette : « Qu'ils mangent de la brioche ! » est en réalité une phrase des Confessions de Rousseau que les pamphlétaires ont utilisée contre elle : « Je me rappelai le pis-aller d’une grande princesse à qui l’on disait que les paysans n’avaient pas de pain, et qui répondit : “Qu’ils mangent de la brioche.” J’achetai de la brioche. » (Livre sixième : 1736.)
- Ce livre fait partie (avec un recueil des lettres de Rousseau) de la liste des 76 œuvres que Napoléon Ier, mourant, fit mettre de coté pour son fils Napoléon II (grâce à Louis-Etienne Saint-Denis, promu bibliothécaire sur l'île de Sainte-Hélène)[14].
- Les Confessions sont fondamentales dans la formation intellectuelle de Julien Sorel, le personnage principal du roman Le Rouge et le Noir de Stendhal (1830)[15].

## Ouvrages et articles cités
- Cécile Cavillac, « Audaces et inhibitions d'une romancière au XVIIIe siècle: le cas de Madame d'Épinay », RHLF, no 4,‎ 2004, p. 887-904 (lire en ligne)
- Jean Starobinski, La Transparence et l'Obstacle : analyse des Confessions de Rousseau.
- Rousseau, Les Rêveries du promeneur solitaire, ouvrage postérieur également à vocation autobiographique.